# Plast
För andra betydelser, se Plast (olika betydelser).

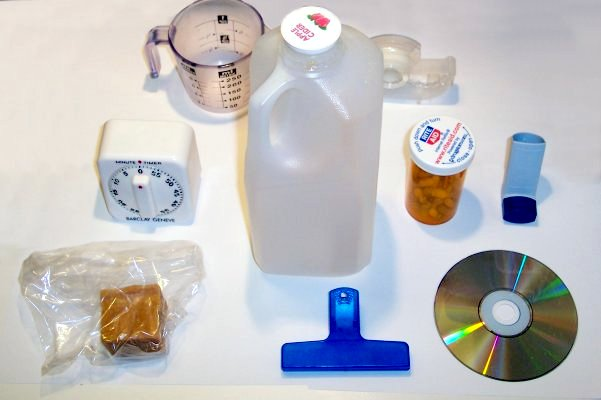
Hushållsartiklar tillverkade av olika typer av plast.

Plast är ett samlingsnamn för en stor grupp halvsyntetiska eller syntetiska material som numera används inom i stort sett alla tillverkningsområden. Plast består huvudsakligen av en eller flera polymerer som blandats med tillsatser. En polymer är en stor molekyl som består av många små molekyler som bundit ihop för att skapa en lång kedja. Dessa små upprepande molekyler kallas för monomerer. Med undantag av silikoner består polymererna av organiska föreningar.
Ordet har förekommit i Sverige sedan 1945, tidigare användes konstharts som beteckning för äldre material av liknande slag, ungefär samtidigt som en rad nya plaster togs fram och användningen ökade. Begreppet naturplaster användes då om naturmaterial med liknande sammansättning.
Genom att variera vilka tillsatser som används och vilken typ av monomerer och hur lång polymerkedjan är kan man få fram en mängd olika typer av plast med många olika egenskaper och användningsområden. Detta, tillsammans med att plaster blir enklare och enklare att återvinna har resulterat i att plast blivit en oumbärlig del av det moderna samhället. Det är därför svårt att ersätta plasten, vilket hade varit önskvärt eftersom plastföroreningar är ett växande och allvarligt miljöproblem. Mikroplaster finns utspridda i naturen och har till exempel spårats i mänskligt blod. Bland annat har EU vidtagit åtgärder i försök att minska plastavfallet i naturen. Den 3 juli 2021 förbjöds tillverkning av engångsplast i EU. Ett EU-mål är att 55 procent av allt förpackningsavfall i plast ska återvinnas år 2030, bland annat för att begränsa förbränningen som leder till ökade växthusgaser i atmosfären.
Plaster delas upp i två huvudgrupper, termo- och härdplaster. Termoplaster mjuknar vid smältning och kan formas om medan härdplaster inte kan smältas ner utan att dess kemiska struktur förstörs, detta på grund av att plasten härdas vid tillverkning. Termoplaster kan således smältas ned och formas om men inte härdplaster.
I jämförelse med andra material som trä, metall och glas är plast ett relativt sett ungt material som fick sitt genombrott i mitten av 1900-talet. Sedan dess har användningen ökat med i snitt 9 procent per år, globalt sett, och plast har idag en bred användning inom tillverkningsindustrin. År 2009 var tillverkningen 230 miljoner ton..
Ordet plast härstammar från grekiskans πλαστικός (plastikos) som betyder formbar eller lämplig för gjutning, alternativt från πλαστός (plastos) som betyder formad eller gjuten.

## Polymerisation

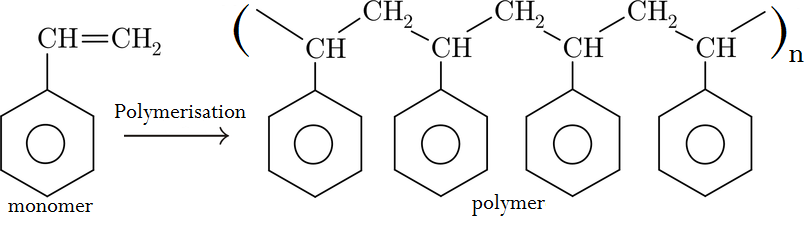
Polymerisation av polystyren

Plast består av en polymer som blandas med en större eller mindre mängd tillsatser (additiv). Polymeren i sin tur skapas genom att monomerer länkas samman till långa polymerkedjor. Monomeren kan till exempel vara styren som länkas samman till polystyren (se bilden bredvid). Sammanlänkningsprocessen, som kallas polymerisation, kan ske på två sätt; genom polyaddition eller genom polykondensation. Vid polyaddition sammanlänkas monomerer med dubbelbindningar genom att dessa bindningar bryts och istället kopplas samman med andra monomerer. Vid polykondensation reagerar istället monomerer, innehållande minst två reaktiva grupper, med varandra. Vanligtvis separeras (kondenseras) molekyler från monomererna. Ett vanligt exempel är en reaktion då en OH-grupp reagerar med en väteatom som därmed skapar vatten.

## Kemisk struktur

Amorf och delkristallin polymerkedja

Plasters egenskaper styrs till största delen av vilken struktur polymerkedjorna har och vilka molekyler/atomer som ingår i dessa kedjor. Kedjorna kan bestå av en eller flera sorters monomerer och benämns då homopolymerer respektive sampolymerer. Polymerkedjorna kan vara linjära, grenade eller ha nätstruktur. Förutom kedjestruktur spelar kedjornas inordning i materialet en viktig roll. En polymer med ordnad, symmetrisk struktur kallas kristallin eller delkristallin medan en polymer med ostrukturerade molekyler kallas amorf (se figur). En (del)kristallinstruktur är tätare packad och styvare än en amorf struktur. För att en polymer skall ha möjlighet att kristallisera måste den ha en regelbunden konfiguration, vara rörlig och kunna packas tätt. En polymer kan inte bli helt kristallin vilket är anledningen till att man ibland kallar polymerer med kristallin struktur för delkristallina. De kristallina områdena omges av en amorf massa. Vanligtvis upptar den kristallina fasen cirka 20–70 procent av vikten men vissa polymerer, såsom acetalplast, kan med rätt bearbetning kristallisera upp till cirka 90 procent. Kristallina plaster är alltid opaka (ogenomskinliga) till skillnad från amorfa plaster som är helt eller delvis transparenta (förutsatt att de inte har färgats).
Kol och väte är de två grundämnen som bygger upp de flesta plaster. Andra ämnen såsom svavel, kväve, syre eller klor förekommer också, dock i mindre mängder. Genom att fästa olika kemiska grupper på polymerkedjan (oftast på monomeren innan den genomgår polymerisation) kan man ge plasten flera olika egenskaper. På detta vis har plasterna utvecklats och fått många av de egenskaper som gjort den till en sådan oumbärlig del av det moderna livet.
Plasterna namnges efter de molekyler den består av. På detta sätt har till exempel polyeten, som består av monomeren eten (C2H4), namngivits. Några viktiga grupper som ofta används vid klassificering är akryler, polyestrar, silikoner och polyuretaner.

## Tillverkning

### Råvaror
Vid tillverkning av plast används huvudsakligen två råvaror; råolja (så kallad petroleum) och den kondenserade formen av naturgas (så kallad naturgaskondensat) som också kallas för svartin i vissa delar av världen. Användningen av förnyelsebara råvaror ökar. Plast skapad av förnyelsebara råvaror namnges som biobaserad plast. Omkring fyra procent av världsproduktionen av råolja går till plastframställning.
Råolja skapas från uråldrig biomassa (gammalt organisk material). Denna biomassa har under väldigt lång tid blivit upphettad och befunnit sig under högt tryck för att slutligen bli omvandlad till råolja. Man tror att råoljan vi använder idag ursprungligen kommer ifrån förhistoriska plankton. Petroleum och naturolja kallas även för fossila bränslen då de oftast påträffas under marken.

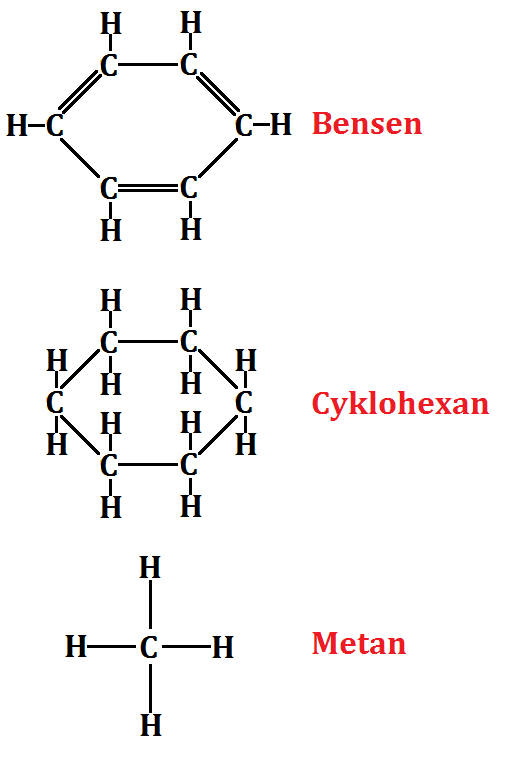
Typiska kolväten

Råolja består av en mängd olika kolväten. Vanligast är alkaner, aromatiska kolväten och cykliska alkaner. En alkan är en mättad (innehåller inga dubbel/trippelbindningar mellan kolatomerna) molekyl med den generella strukturen CnH2n+2, där n är ett godtyckligt heltal. Den enklaste alkanen är CH4 (n=1) och heter metan. Cykliska alkaner är alkaner som innehåller en eller flera kolatomringar, ett exempel på en cyklisk alkan är cyklohexan (C6H12). Aromatiska kolväten är speciella föreningar som måste uppfylla vissa kriterier (se aromaticitet). Ett vanligt exempel är bensen (C6H6).
Råoljan består av en blandning av olika föreningar och måste bearbetas på ett oljeraffinaderi innan den kan sättas till användning. På oljeraffinaderiet så separeras de olika föreningarna från varandra genom en process som kallas ”fraktionerad destillation”. Den fungerar som så att man värmer upp råoljan så den övergår till gasfas. När man sedan kyler ner den kommer de olika föreningarna i råoljan återgå till vätskefas vid olika temperaturer och på så sätt skapa olika fraktioner. Dessa olika fraktioner består inte av identiska molekyler utan molekyler av olika utseende men med samma kokpunkt. Fraktioner med väldigt hög kokpunkt kan således användas som smörjolja (350–400 °C) medan olja med lägre kokpunkt kan användas till annat såsom diesel (230–350 °C), flygbränsle (175–230 °C), bensin (15–175 °C) eller gasol (−40 till 0 °C).

### Alternativ till råolja
Som tidigare nämnts finns det alternativ till råolja, där det vanligaste alternativet är att använda sig av förnyelsebara råvaror som finns på andra ställen i naturen. Polymerer återfinns alltså även i naturen, och där i form av till exempel cellulosa i träd eller proteiner i människokroppen som också är en sorts polymer. Proteiner är i grund och botten en polymer av så kallade polypeptider som i sin tur är uppbyggda av aminosyror. I människokroppen och i andra organismer finns så kallade enzymer, proteiner som katalyserar reaktioner. Dessa enzymer skulle potentiellt kunna användas för att skapa polymerer rent biologiskt, så kallade biobaserade polymerer.
En källa av biobaserade polymerer är de som syntetiseras av bakterier. De två huvudsakliga polymererna som brukar tas upp är polylaktid (PLA) och polyhydroxyalkanoates (PHA). Lactic Acid, eller mjölksyra som det heter på svenska, är en naturlig produkt som skapas från fermentering av socker eller stärkelse. Mjölksyran i sig självt är inget önskvärt för plastindustrin, men då den görs om till PLA kan denna monomer användas till polymerisation. Polyhydroxyalkanoates är också en produkt ur bakteriell fermentering och kan även den användas som en monomer i polymerisation.
Det är alltså fullt möjligt att skapa plast utan någon som helst användning av fossila bränslen, som en forskargrupp redan bevisat då de framtog PLA med hjälp av bakterier.
Fördelen med dessa biobaserade plaster är att man drar ned på förbrukningen av fossila bränslen och istället använder mer naturvänliga råvaror. Detta gör att man slutar använda en ändlig källa av råvaror och istället använder sig av en förnyelsebar källa som kan användas om och om igen.
Det finns även plast som kan brytas ned av mikroorganismer till vatten, koldioxid, metan och ny biomassa. Denna typ av plast brukar ibland felaktigt benämnas som bioplast. Men bioplast menas inte att den är biologiskt nedbrytbar utan att den är baserad på biologiska råvaror, som beskrivet ovan.

### Bearbetning

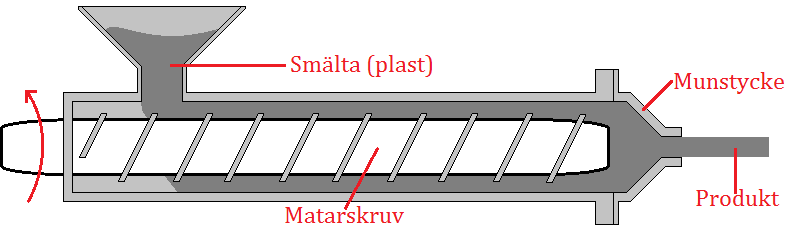
Enkel illustration av strängsprutning

Plastbearbetning är den process som formar plastråvaran till färdig produkt. Det finns fyra huvudmetoder; formsprutning, strängsprutning (även kallat extrudering), formpressning och gjutning.
Strängsprutning går ut på att man tillför mer eller mindre lättflytande plast in i en cylinder som innehåller en så kallad ”matar-skruv”. Denna skruv roterar och tvingar ut den lättflytande plasten genom ett munstycke, i slutet på cylindern, där plasten kyls ner och bildar sin slutgiltiga form.  Produkten som skapas kommer att kontinuerligt matas ut ur munstycket vilket resulterar i en effektiv produktion av slutprodukten. Vanliga produkter är slangar, rör, kabelmantlar, skivor, fibrer etc.
Formsprutning påminner om strängsprutning då man ofta också använder en cylinder med matarskruv där lättflytande plast fylls på. Skillnaden är i det sista steget: istället för att tvingas genom munstycket så sprutas den lättflytande plasten istället in i en kall form. Under formsprutning används tryck upp till 1000 bar medan strängsprutning som högst når cirka 50 bar. När den smälta plasten (smältan) kylts ned och stelnat så öppnar sig formen och inuti finns den härdade slutprodukten. Formsprutning är den viktigaste metoden för att tillverka produkter bestående av termoplast men kan också modifieras för tillverkning av härdplast.
Då man gjuter häller man den flytande plasten in i gjutformar som sedan ger plasten den eftertraktade formen. Detta är en av de enklare metoderna att bearbeta plast.
När man tillverkar termoplastiska detaljer, hellre än att skapa hela objekt, köper man in plast i form av granulat. Granulatet smälts, formas och tillåts stelna innan man får fram den färdiga detaljen. Sätten att forma plasten skiljer sig beroende på material, geometri och önskade egenskaper.

## Återvinning

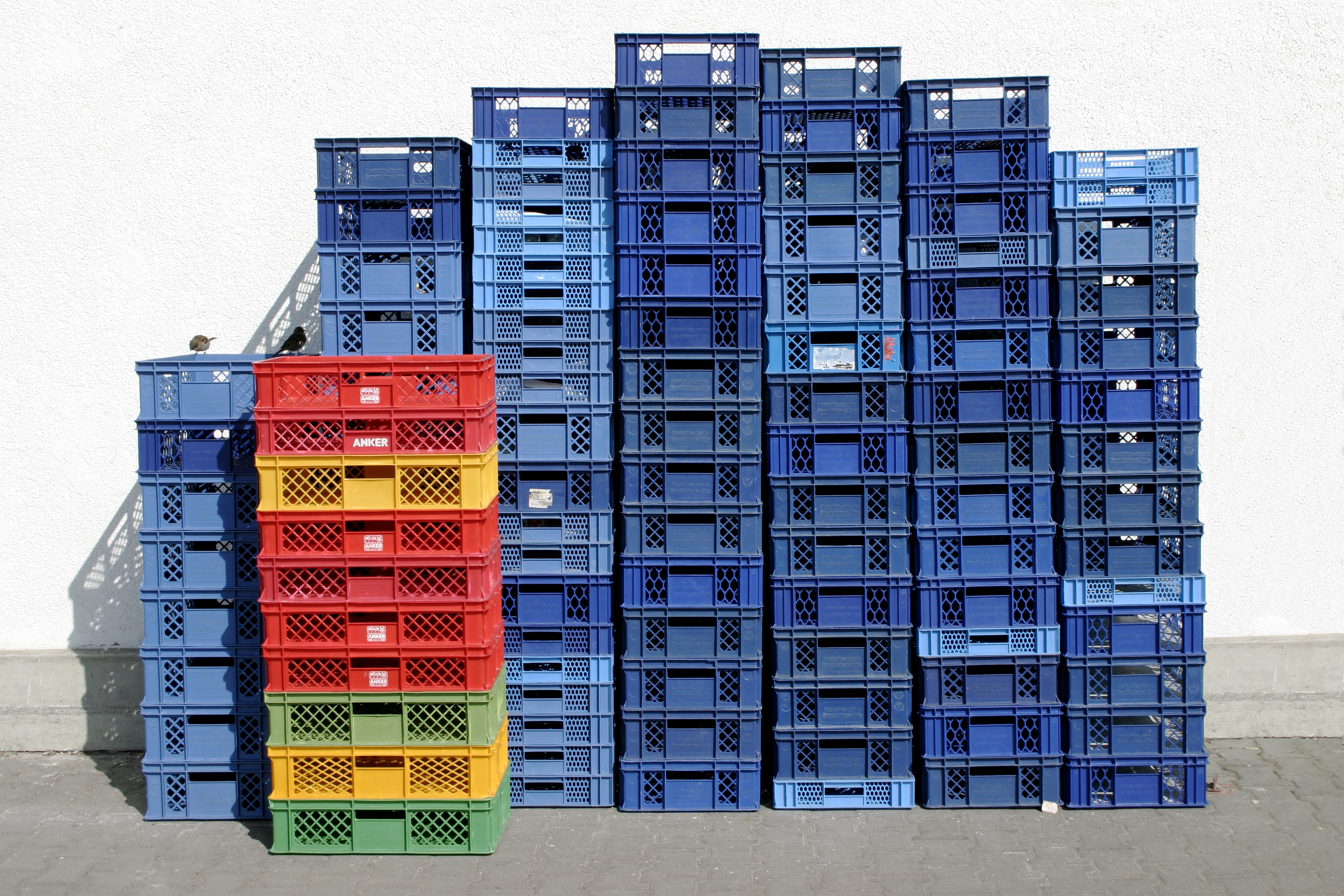
Plastbackar

Då världens plastkonsumtion ökar konstant är det viktigt att ha effektiv återvinning av plast samtidigt som man letar efter nya sätt att göra det effektivare. Hur plaståtervinningen sker skiljer sig stort beroende på var i världen man tittar. Återvinning saknas till exempel helt i ett par, ofta fattiga, länder. Det är därför svårt att ge en helhetsbild över hur plast återvinns i världen. Då det handlar om EU:s medlemsländer så måste dessa samla in och återvinna plast enligt Europaparlamentets och rådets direktiv. Målet för slutet av år 2008 var att 22,5 viktprocent av plasten skulle återanvändas.
Det är i stort sett uteslutande termoplaster som materialåtervinns eftersom dessa plaster kan återgå till smälta. Däremot finns det en del problem som måste överkommas för att en effektiv återvinning ska kunna ske. Till exempel finns det mängder olika plaster som samlas in, alla med olika hårdhet, färg, brandbenägenhet och kvalitet. Då det existerar så många typer av plast som alla har olika kvalitet leder detta till ett problem vid materialåtervinning beroende på vilka tillsatser som de innehåller. Det är därför svårt att tillverka en ny produkt baserad på återvunnen plast om man inte exakt bestämt vilken plasttyp samt vilka tillsatser som dessa innehåller. Dessutom åldras plast och får därmed försämrade egenskaper. Därför tillverkar man ofta produkter av lägre kvalitet såsom backar eller lastpallar. 
Ett exempel på materialåtervinning är polyetylentereftalatflaskor (PET-flaskor). Eftersom de insamlade flaskorna är gjorda av samma material och kvalitet, är det relativt lätt att återvinna. Plasten mals ner och genomgår därefter samma process som vid ordinarie tillverkning. Äldre plast kan även göras om till fleecetyg.
Detta problem har man däremot undkommit i industrier såsom jordbruk och förpackning då man skapat system för att garantera kvaliteten på plasten. Av denna anledning kan PET-flaskor ge upphov till nya PET-flaskor. Under år 2002 fanns det sex länder i Europa som redovisade mer än 50 procent återvinning av all plast inom jordbruksindustrin – Sverige var ett av dem. Även då återvinning inom jordbruksindustrin sker helt frivilligt, utan någon lagstiftning, så lyckades Sverige ta sig till toppen.
Det finns även möjlighet att helt bryta ned plasten till dess beståndsdelar för att återanvända dessa hellre än att återanvända själva plasten. Denna sorts återvinning kallas för råvaruåtervinning. Denna process kan ske på många olika sätt, delvis beroende på vilken plast som skall brytas ned, men det alla processer har gemensamt är att slutprodukten är de ursprungliga råvarorna. Dessa råvaror kan sedan användas för att återskapa plastprodukter eller helt enkelt användas till andra ändamål.
Istället för att återanvända plasten kan man välja använda den som energikälla. Plast har ett energiinnehåll (deras huvudbeståndsdel är ju kolväten) som kan användas för att ge värme eller elektricitet. Detta alternativt är speciellt bra då man har blandat plastavfall då arbetet och energin som krävs för att sortera/använda plasten är för stor.
En av få metoder att materialåtervinna härdplaster kallas pyrolys men i likhet med alla andra metoder att försöka materialåtervinna härdplast så är pyrolys dyr och energikrävande. I stort sett alla plaster energiåtervinns dock genom förbränning som utvinner energi i form av elektricitet och värme. 
Det finns dock en ny typ av pyrolys som kallas Carbonating by Forced Convection – CFC som kan behandla organiska material (bland annat härdplast) miljövänligt och energieffektivt. I processen separeras material till olja, gas och fast substans.[källa behövs]
Det börjar utvecklas fler och fler plaster som inte är baserade på olja utan istället på till exempel majsstärkelse. Dessa kan brytas ner naturligt genom kompostering. Oljebaserade plaster kan förvisso också brytas ner av naturligt av exempelvis uv-strålning men då till dess ursprung; oljebaserade monomerer.

## Några vanliga plaster och användningsområden

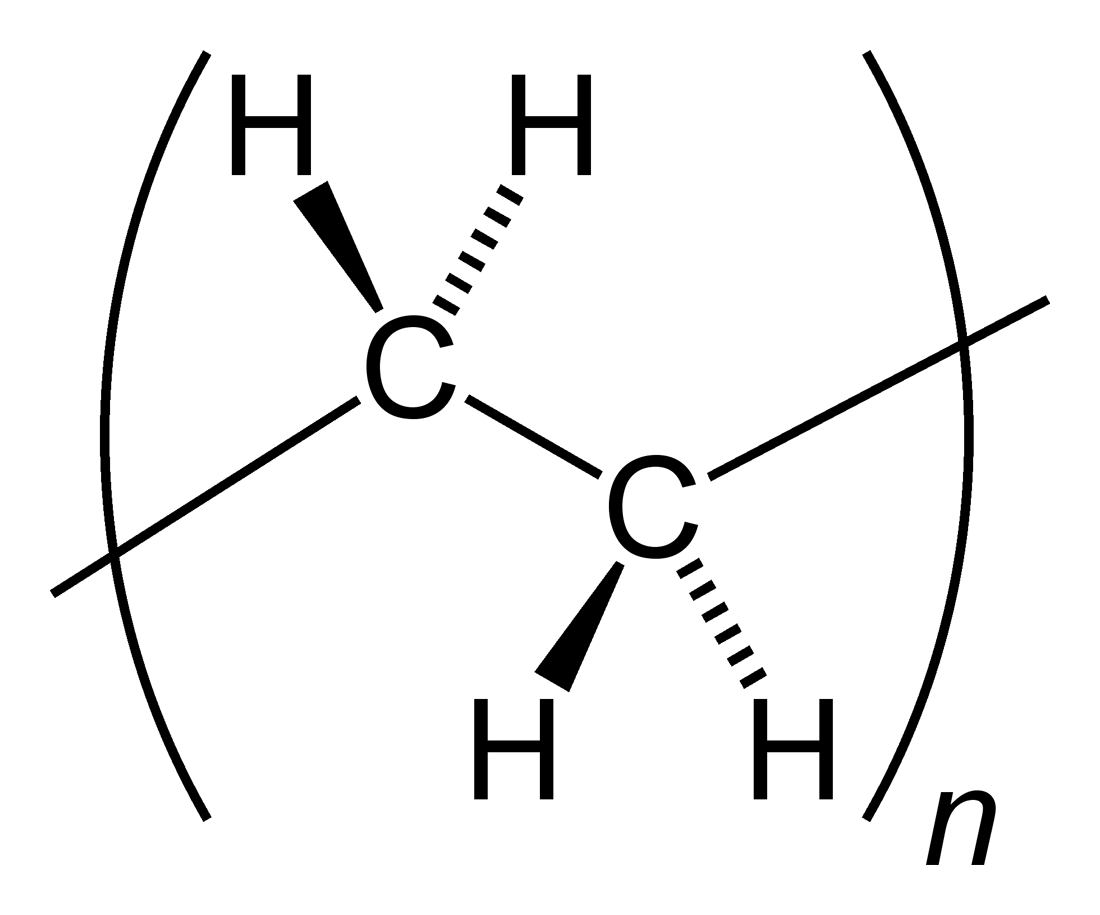
Den repeterande delen av Polyeten med dess stereokemi.

Polyeten, (PE)Plastpåsar, plastfolie, flaskor.
Monomeren som uppgör polyeten heter – som hörs från namnet – eten. Dess summaformel är C2H4 och det återfinns även i naturen bland annat som ett växthormon. Det finns även flera variationer av polyeten som används – huvudsakligen högdensitetspolyeten, (HDPE), och lågdensitetspolyeten, (LDPE). Det som skiljer sig mellan dessa är förgreningen av polymererna på den molekylära nivån. HDPE har färre förgreningar vilket tillåter den att packas tätare och därför få högre densitet. LDPE har fler förgreningar vilket gör det svårare för kedjorna att packas tätt, resultatet är en plast med lägre densitet. HDPE återfinns ofta i behållare, hushållsartiklar, förpackningsfilm medan LDPE används i säckar och andra typer av behållare.
År 2005 producerades 107 miljoner ton av monomeren eten. Polyeten är den mest vanliga plasten från gruppen termoplaster

Grundenheten i polypropylen.

Polypropen, (PP)Matbehållare (exempelvis Tupperware), förpackningar och textil.
Polypropen är en termoplast med många användningsområden. Då plasten är genomskinlig, tål kemiska påfrestningar och dessutom har en väldigt hög resistans mot utmattning (det vill säga man kan vika plasten många gånger utan att plasten tar skada och går sönder) har den funnit en nisch i öppningsbara förpackningar, ofta inom matindustrin. Exempel på polypropylenförpackningar är DVD-omslag eller förslutningsbara skink- och ostpaket.
Polypropen kan även blandas med 5–15 procent polyeten i en så kallad kopolymerisation. Detta resulterar i en tuffare plast med högre slagtålighet.
Polystyren, (PS/EPS)Livsmedelsförpackningar, yoghurtförpackningar, plastbestick.
Polystyren är en väldigt vanlig och billig termoplast. Den har en glastemperatur runt 100°C och depolymeriseras vid cirka 300°C. Den förekommer i både kristallina och amorfa former, där den kristallina är genomskinlig och den amorfa lite kraftigare. Även polystyren har variationer, här heter de High Impact Poly Styrene (HIPS) och General Purpose Poly Styrene (GPPS). Som namnen föreslår används HIPS då en mer slagtålig plast krävs medan GPPS har mer allmänna användningsområden. År 2010 uppgavs produktionen och konsumtionen av polystyren till 15,4 miljoner ton.
Akrylnitril-Butadien-Styren, (ABS)Tangentbord, datorskärmar, skrivare, bilinteriörer.
Akrylnitril-Butadien-Styren är den mest populära plasttypen då det gäller elektronik eller tekniktillämpningar. Då ABS är en kombination av tre polymerer (akrylnitril, butadien och styren) är det möjligt att variera mängden av dessa tre polymerer relativt varandra för att få fram många olika varianter. Detta har gett upphov till en mängd olika användningsområden och ABS finns därför på många ställen i samhället, där många av dessa områden har med elektronik och teknik att göra.
Det som skiljer ABS från liknande plaster är den glansiga finish som skapas då plasten härdar. Detta faktum länkat med dess enkla framtagning, formning samt plastens slagtålighet har gjort det till en av de mest populära plasterna. ABS kan även kombineras med Polykarbonat för att skapa en stryktålig plast, ofta använd i bilinterieör och mobiltelefonskal.

Den repeterande delen av polyetentereftalat med sin aromatiska ring.

Polyetentereftalat, (PET)PET-flaskor, burkar.
Polyetentereftalat, mer känt som dess förkortning PET, är en av de oftast påträffade plaster i det alldagliga livet. Det huvudsakliga användningsområdet är så kallade PET-flaskor men plasten används även till matförpackningar och dylikt. Plasten PET blev stor först då man sökte en passande behållare till kolsyrade drycker under 1970-talet. Då PET var lättviktigt, slagtåligt och samtidigt kunde hålla drycker utan att kontaminera dessa så passade plasten perfekt. Monomeren etentereftalat har summaformeln C10H8O4. 

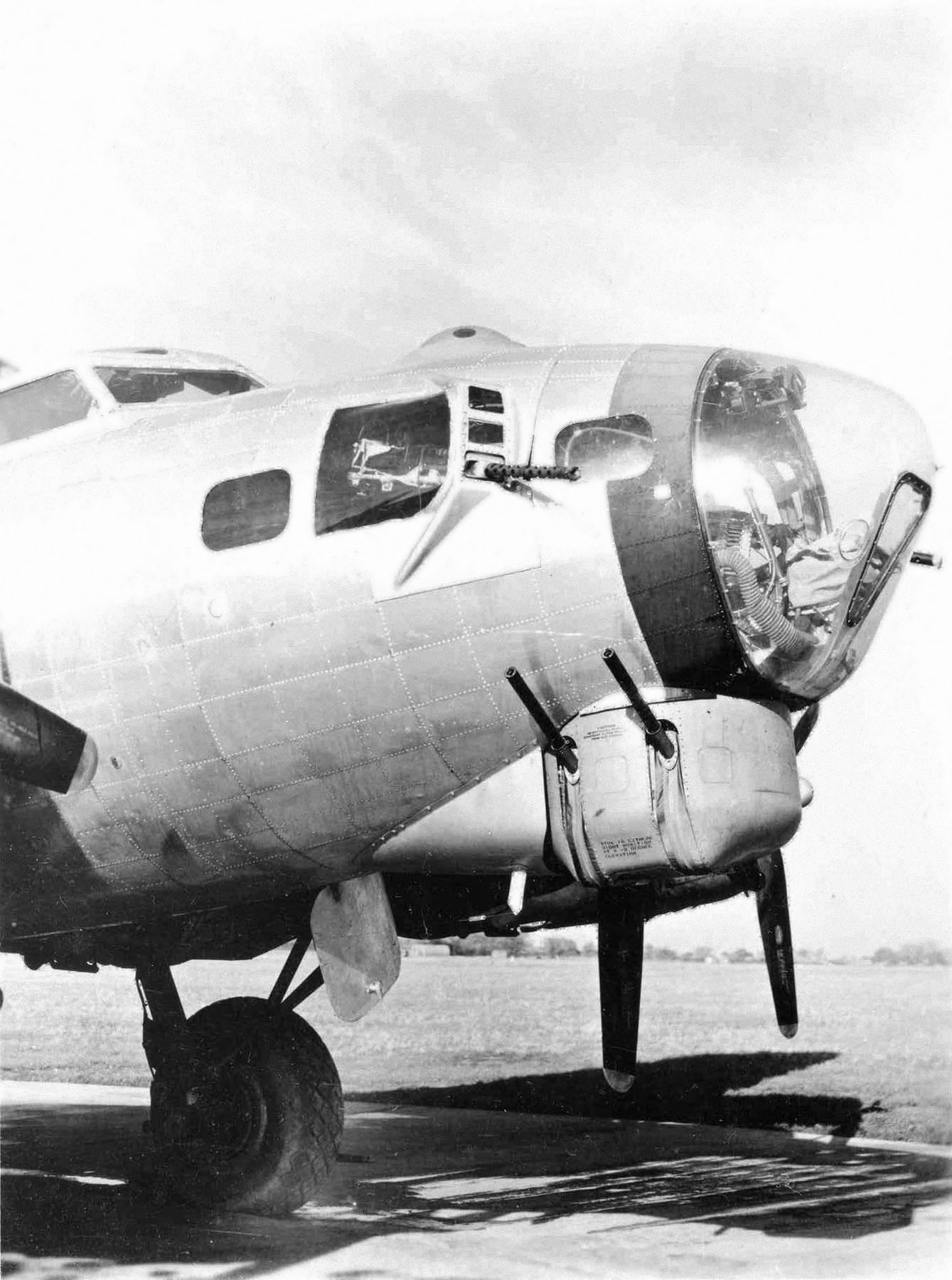
Ett B-17G plan från andra världskriget, här är nosen gjord i polymetylmetakrylat.

Polymetylmetakrylat, (PMMA)Baklyktor, Linser, elektriska isolatorer.
Polymetylmetakrylat upptäcktes 1933 då man försökte skapa en sorts laminering mellan två glasplattor, för att öka glasets tålighet. Istället fann man att vad man tagit fram var ett helt eget glasliknande material. Uppfinnaren hette Otto Röhm och var även grundaren till plastföretaget Rohm & Haas. Produkten kallades för plexiglas och det tog inte lång tid innan detta slagtåliga, splittersäkra, vädertåliga material fick uppmärksamhet. Då materialet även hade utmärkta optiska egenskaper (var väldigt likt glas och helt genomskinligt) börjades det användas i det militära och där primärt till flygplan. Då andra världskriget bröt ut ökade den militära flygplansproduktionen kraftigt och med den även behovet av polymetylmetakrylat. Idag används det där huvudsakligen som ett substitut till glas då det behövs mer stryktåliga material såsom i hockeyrinkar eller akvarierutor.
Polyamid, (PA)Nylon, fibrer, fiskelinor.
En polyamid är i grund och botten en polymer som har en amid som monomer där dessa monomerer är länkade genom peptidbindningar. Då man talar om polyamider menar man oftast nylon, däremot kan fler saker definieras som en polyamid, proteiner, ull och silke är några exempel. Nylon är en av de få plaster som funnit sin nisch som textil i bland annat kläder, detta passar då materialet är tåligt, lättviktigt, uthålligt samtidigt som det enkelt färgas. Det finns flera typer av nylon men två används främst, Nylon-6-6 och Nylon 6. Nylon-6 sägs ursprungligen vara tänkt att härma nylon-6-6 så nära som möjligt utan att kränka dess patent. De två materialen skiljer sig alltså inte så mycket. På kemisk nivå skiljer de sig i storleken på ursprungsmolekylen, Nylon-6:s ursprungliga form har 6 kol (en kaprolaktam), medan nylon-6-6:s har 12 (en så kallad hexametylendiamin).

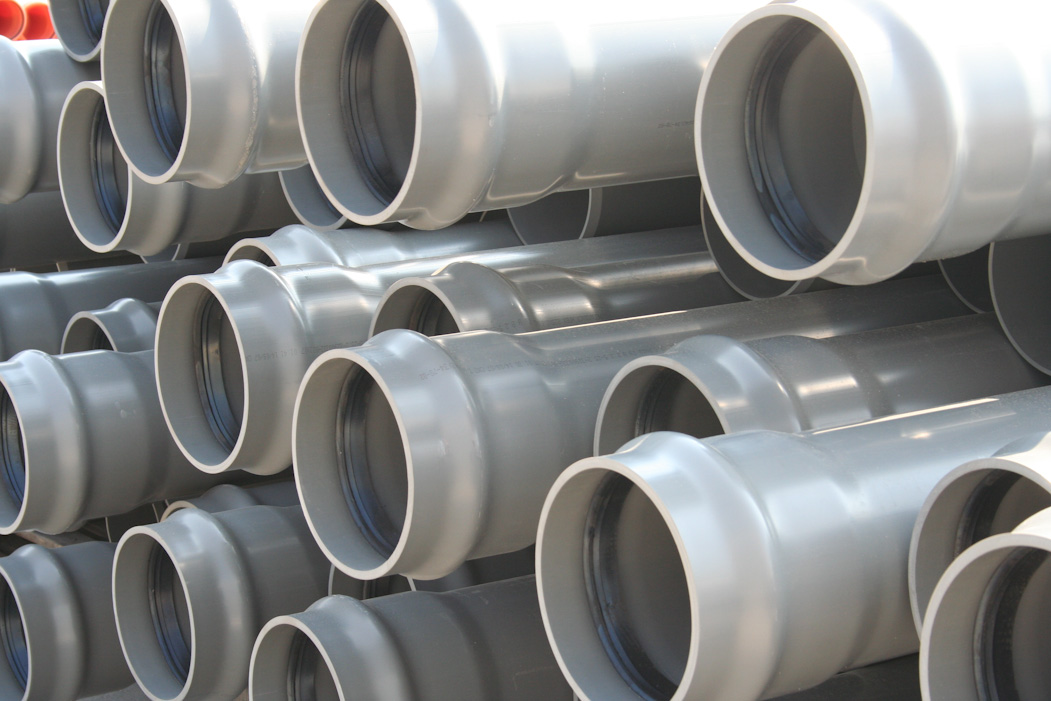
PVC-rör.

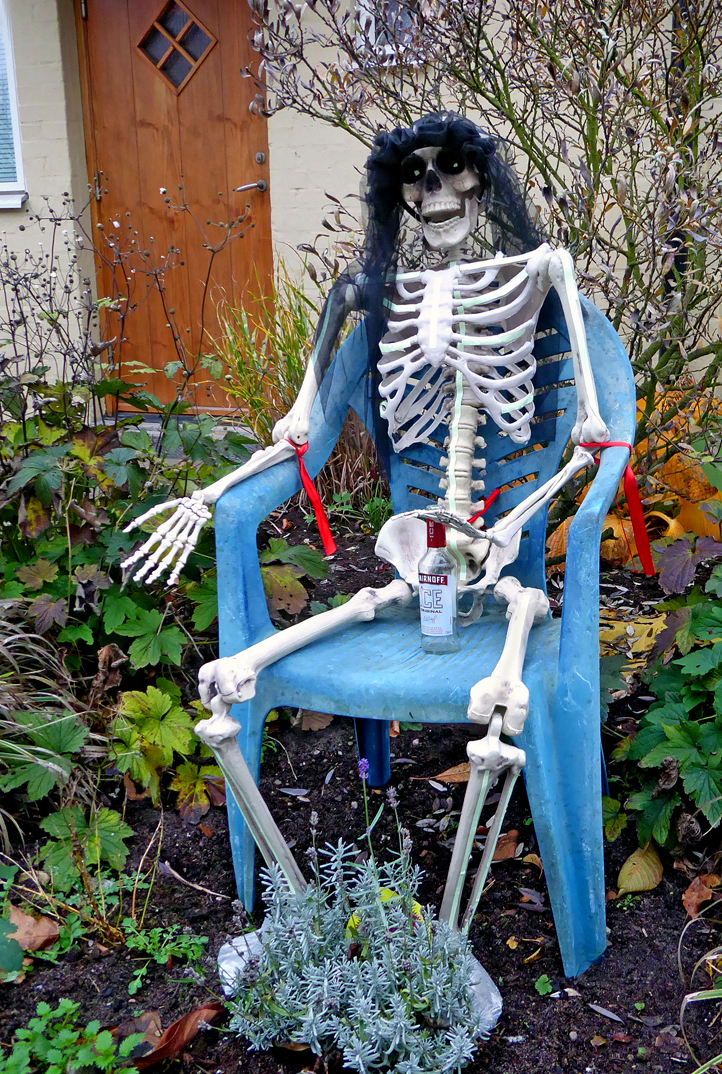
Ett skelett i plast avsett som dekoration under Halloween.

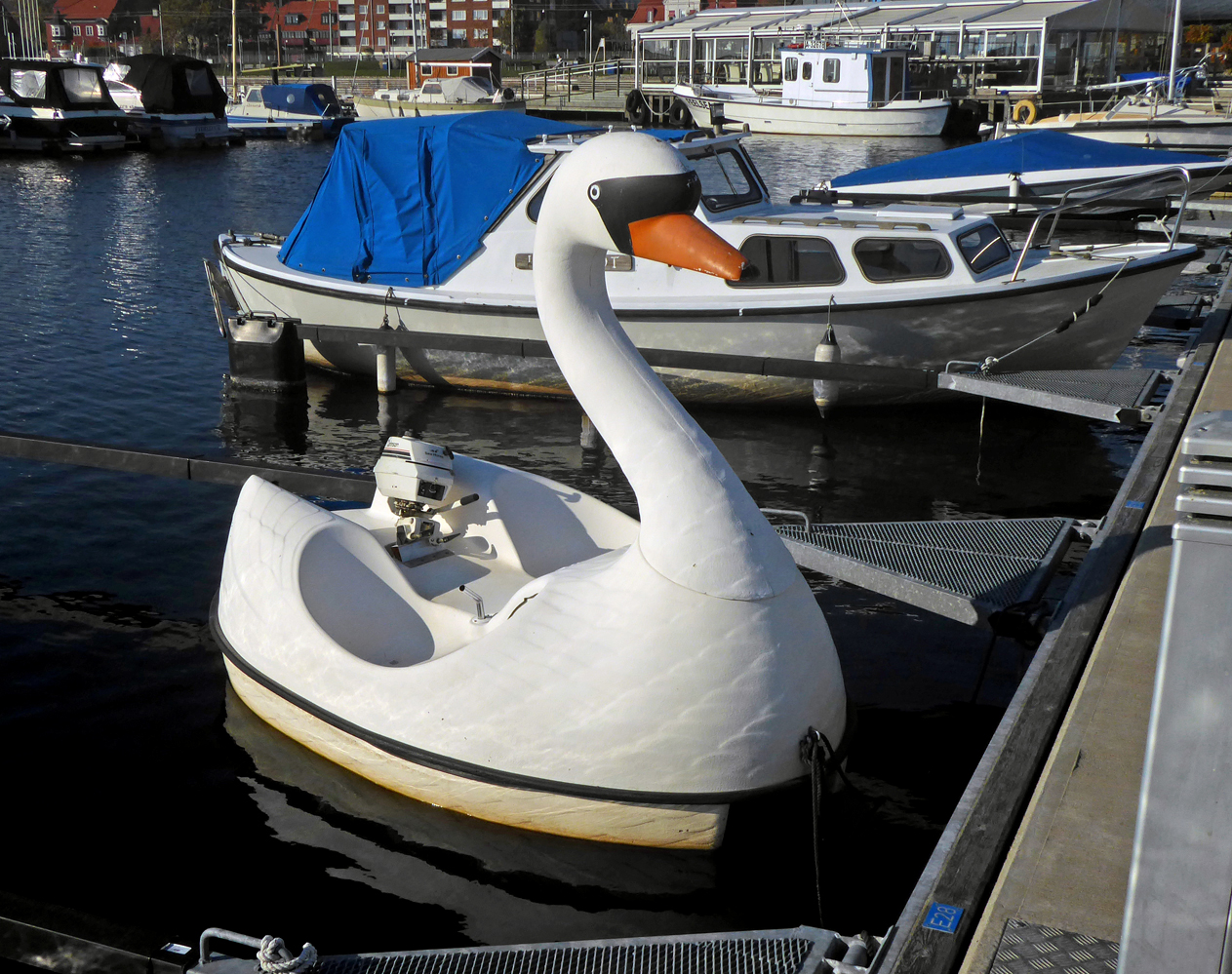
En nöjesbåt i form av en Svan, gjord i plastmaterial.

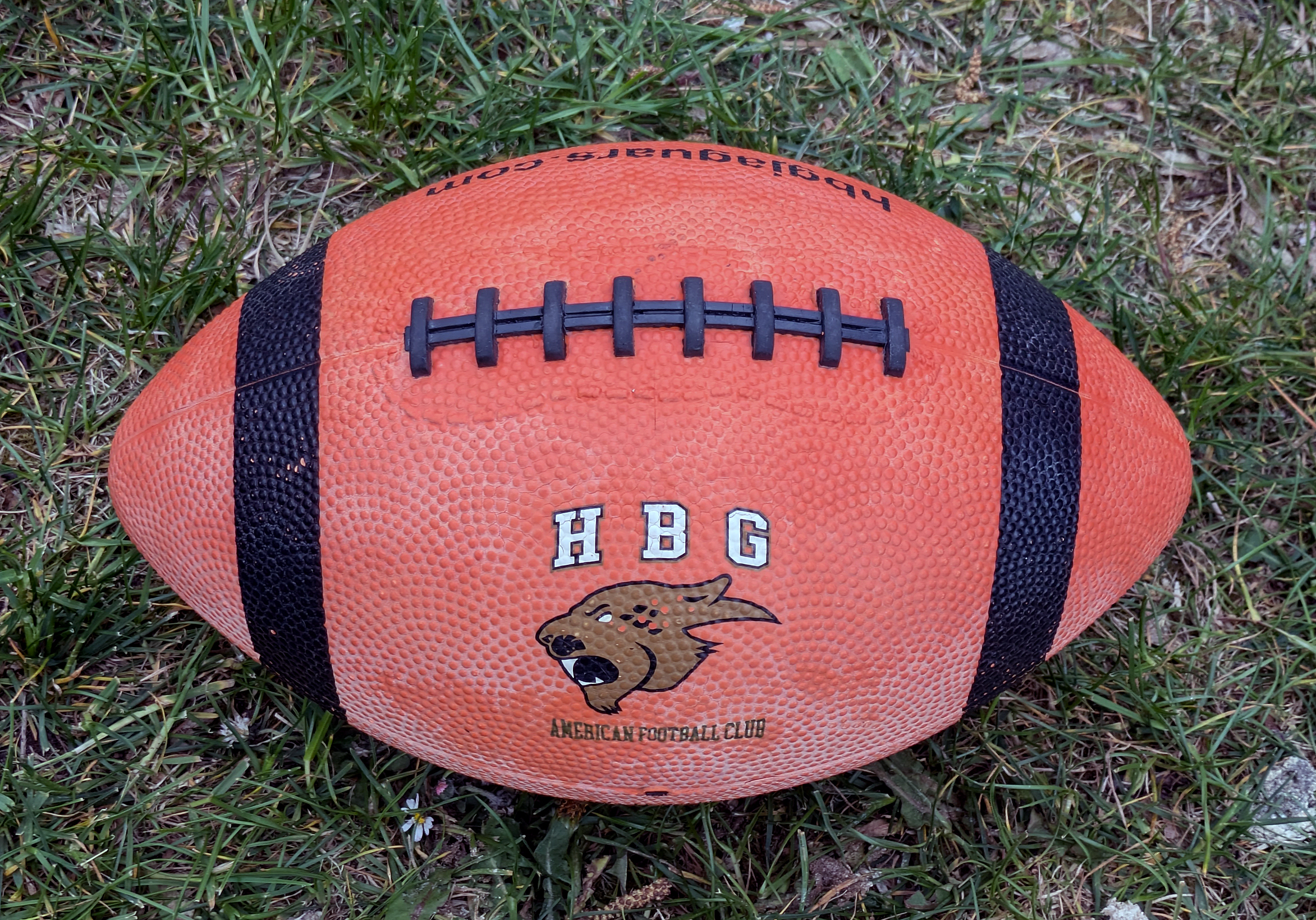
En amerikansk fotboll i plast.

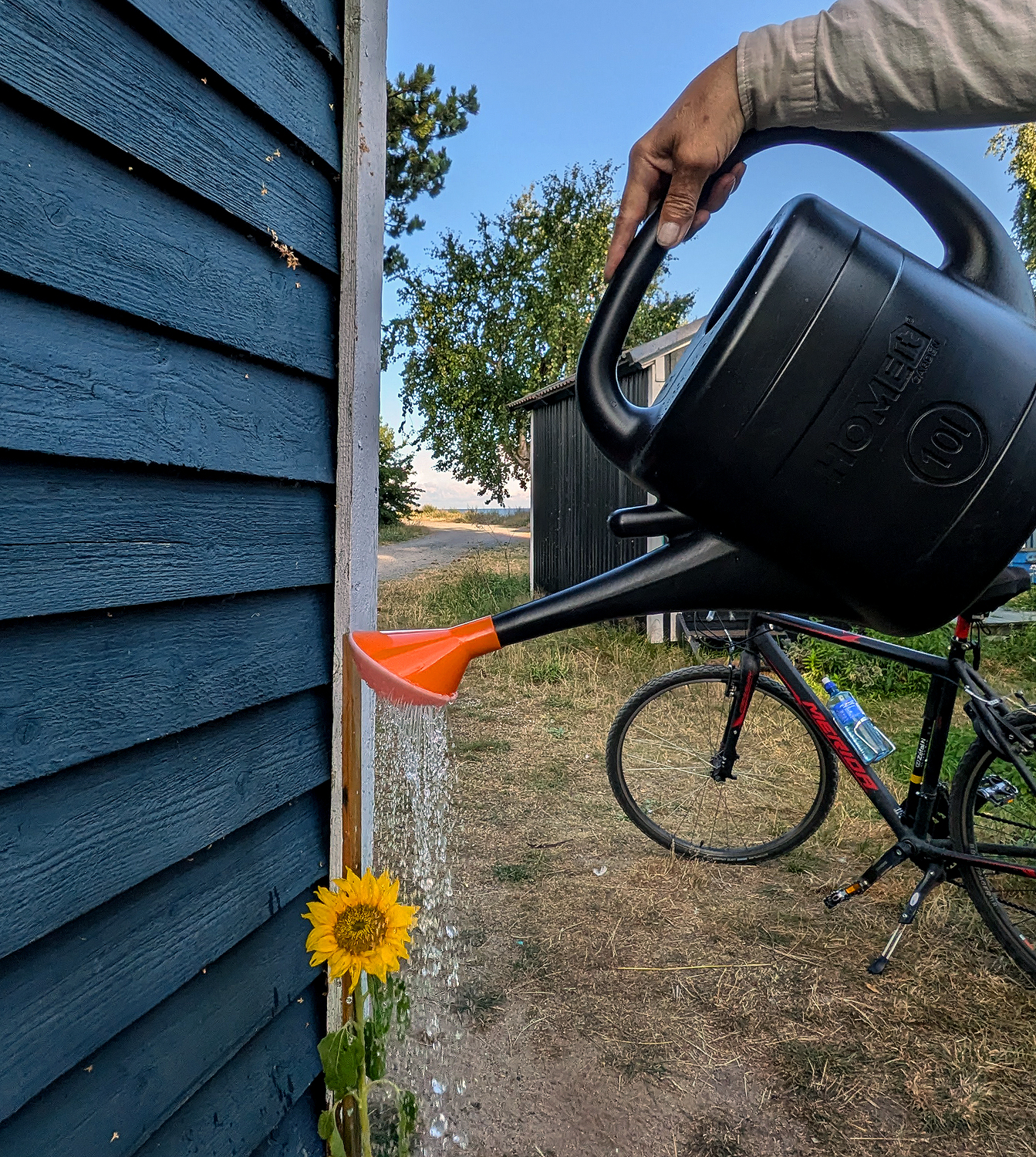
En vattenkanna i plast.

Polyvinylklorid, (PVC)Rörsystem (avlopp), duschdraperier.
Polyvinylklorid är den tredje mest använda plasten i världen, strax efter polypropylen på andraplats och polyeten på första plats. En prognos påstår att produktionen av PVC år 2016 kommer överstiga 40 miljoner ton. 
Då PVC är både biologiskt och kemiskt resistent har plasten funnit sin nisch i avlopp- och vattensystem. Det är också plasten som finns i, och har gett namnet till, vinylskivor.
Det huvudsakliga användningsområdet är så kallade PVC-rör. Dessa används inom byggbranschen och för industriella ändamål. Dessa rör kan kemiskt eller enbart genom värmning fuseras ihop för att ge längre rör. Detta länkande resulterar även i helt vattentäta rör varför den används så mycket inom vattenledning och avlopp.
Polykarbonat, (PC)CD-skivor, glasögon, trafiklampor, kravallsköldar
Då man talar om polykarbonat talar man oftast om den polymer som skapas av monomeren bisfenol A. Många av dessa monomerer länkas ihop till en lång polymer genom karbonatbindningar och resultatet är polykarbonat. Polykarbonat har bra genomskinlighet, bra slag- och värmetålighet och fungerar även bra för elektrisk isolering . Bisfenol A (Bisphenol A, eller BPA på engelska) hade är 2009 en årlig produktion och konsumtion på 2,2 miljoner ton . En av de huvudsakliga egenskaper som givit polykarbonat en plats i toppen av använda plaster är att den är så stryktålig relativt till dess vikt. Den används inte sällan till skottsäkra fönster i banker eller dylikt. Polymetylmetakrylat väger tre gånger så mycket som polykarbonat och vanligt glas väger sex gånger så mycket, den enda nackdelen för polykarbonat relativt dessa två är att det är dyrare.

Den repeterande delen av Polyvinylidenklorid

Vinylidenkloridplast, (PVdC)Kallas även för ”saran”. Används i trädsgårdsmöbler, tejp och i rengöringsdukar.
Vinylidenkloridplast upptäcktes då en laborationsarbetare misslyckades med att rengöra ett glas som innehöll en tidig variant av PVdC. Efter lite utveckling lyckades forskarna på laboratoriet Dow Chemicals framställa en fettig grön lösning som blev den första varianten av PVdC. Denna lösning sprayades bland annat på militära flygplan för extra skydd. Plasten används ofta, i kombination med andra plaster eller ensamt, då vatten eller vattenångor skall hållas ute. Dess låga vattenpermeabilitet, det vill säga förmåga att släppa igenom vatten eller vattenånga, gör plasten perfekt som förpackningsplast inom livsmedelsförpackning.

## Användningsområden
Plast har en bred användning inom tillverkningsindustrin, särskilt inom förpacknings-, byggnads-, fordons-, elektronik- och kommunikationsindustrin. År 2008 förbrukades 48 miljoner ton plast i Europa och en genomsnittsperson använde cirka 98 kilogram plast.. Den största delen av denna plast (cirka 40 procent) användes i förpackningsindustrin följd av byggindustrin på andra plats (cirka 20 procent).

### Förpackningar
Omkring 40 procent av all plast i Europa används till förpackningar av någon sort och ungefär 50 procent av alla varor i Västeuropa förpackas i plastförpackningar. Även då så stor mängd av alla förpackningar är av plast motsvarar plastförpackningarna bara 17 procent av den totala förpackningsvikten. Inte bara är plastförpackningar sterila och lättproducerade, de väger också betydligt mindre än förpackningar av andra material. Detta gör i sin tur att transporter med varor förpackade i plast är mindre energikrävande och mindre skadliga för miljön. De två typer av förpackningar som dominerar är förpackningsfilm samt formblåsta produkter, som till exempel flaskor.
I utvecklingsländer blir upp till 50 procent av maten förstörd under transporten, innan den når konsumenten. Samma siffra i det moderna samhället är 2 procent, vilket visar en av plastförpackningarnas fördelar. Förpackningar av plast tillåter samhället att få varor med bättre hygien, längre hållbarhet och som behåller sitt näringsvärde under en längre tid. Plasten uppfyller även en viktig funktion då den tillåter säljaren att märka produkten med information såsom till exempel näringsinnehåll.
Ytterligare en orsak till att plast är eftertraktat inom förpackningsindustrin är att förpackningar av plast till stor del uppfyller de krav som ställs på material i kontakt med livsmedel. Inom EU är dessa lagkrav ställda av EU kommissionen i direktiv 2002/72/EG som bland annat säger att:
"Den totala mängd ämnen som plastmaterialet avger får inte överskrida 60 mg/kg livsmedel. Gränsvärdet är 10 mg/dm2 materialyta för behållare som rymmer mindre än 500 ml eller mer än 10 liter, och behållare där det inte går att uppskatta hur stor yta som kommer i kontakt med livsmedlen."
Detta direktiv sållar bort en hel del material, varför plast har kommit att bli det huvudsakliga materialet man använder till förpackningar. Däremot har även vissa plaster sållas bort eftersom dess additiv har en benägenhet att diffundera ut, vilket kontaminerar livsmedlet.  De plaster som klarar denna gräns innehåller ofta väldigt små mängder av väl kontrollerade tillsatser, exempel på detta kan vara svartfärgade plaster som nästan uteslutande färgas med hjälp av kimrök, som är ofarligt att förtära. Ofta är plasterna ofärgade, det vill säga transparenta eller vita, för att ytterligare minska onödiga tillsatser som annars kan diffundera ut i maten.
Nya och förbättrade plastförpackningar utvecklas i en snabb takt och förpackningarna blir hela tiden lättare och starkare. Exempelvis har vikten på vanliga läskedrycksflaskor i plast minskat cirka 30 procent under de senaste 12 åren. Införandet av påfyllningsförpackningar är ett effektivt sätt att minska förpackningsvikten. Konsumenternas val har exempelvis medfört att den marknadsledande förpackningen för lingonsylt ändrats från glasburk till påfyllningsförpackning i plast. I detta exempel har alltså vikten reducerats med hela 98 procent - från 332 till 6 gram. 

### Elektronik och kommunikation

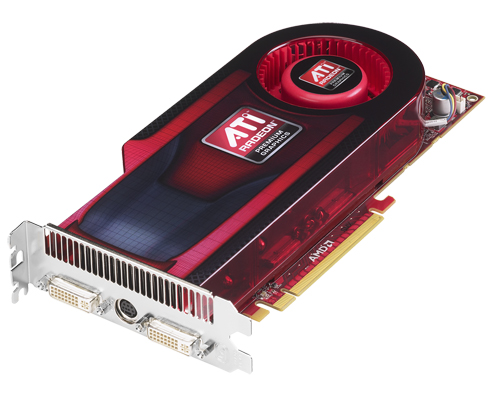
Grafikkort huvudsakligen gjort av plast, här ett ATI Radeon HD 4890.

Plast har flera egenskaper som gör det lämpligt att använda vid tillverkandet av elektroniska varor, till exempel isolerar plast bra mot elektricitet samtidigt som det är formbart och hårt nog att skydda elektroniken på insidan. Plast har även i vissa fall goda isoleringsegenskaper då det gäller värme, varför plast ofta används som skydd på sladdar och kablar. Huvuddelen av datorer/smartphones är antagligen även de gjorda av plast – kretskort, tangentbord, mus, skärm, chassi etc. är alla huvudsakligen gjorda av plast. Då plasten erbjuder bra stryktålighet, isolering, kemisk resistans och designfrihet finns det få konkurrenter just inom elektronikvaror.
Elektronikvaror utan plast skulle sannolikt ha 50 procent kortare livslängd, vara 25 procent dyrare samtidigt som dess energiförbrukning skulle öka med upp till 30 procent.
Framgångar inom kommunikation, såsom utveckling av fiberoptiska kablar, möjliggörs av plast. Dessa fiberoptiska kablar består av en kärna av glasfibrer som beläggs med ett plastlager. Detta plastlager har lägre optisk täthet än glasfibrerna vilket resulterar i att ljus som skickas in i kabeln, om infallsvinkeln är stor nog, håller sig där inne tills det kommer till andra änden av kabeln. På detta sätt kan information skickas genom kabeln vid högre hastigheter och bandbredd än hos många andra kommunikationssätt. 
Plastens flexibilitet har bidragit mycket till utvecklingen av världens teknik. Många saker som tas för givet skulle inte vara möjligt utan plast, eller åtminstone inte så utvecklat som det är idag. Exempel är informationslagring genom hårddiskar eller CD-skivor, datorer och mobiltelefoner. Den konstanta förminskningen av datorkomponenter och processorer skulle även den hämmats om inte plasten i kretskorten klarat den stress som uppstår både vid produktion och användning av korten.
Plast kommer att vara en del av vårt samhälle i en väldigt lång tid framöver och under den tiden kommer även nya användningsområden upptäckas, precis som det upptäcks nya även nu. År 2000 delades till exempel Nobelpriset i kemi ut till en grupp forskare som lyckats skapa elektroniskt ledande polymerer.

### Sjukvård och medicinsk teknik

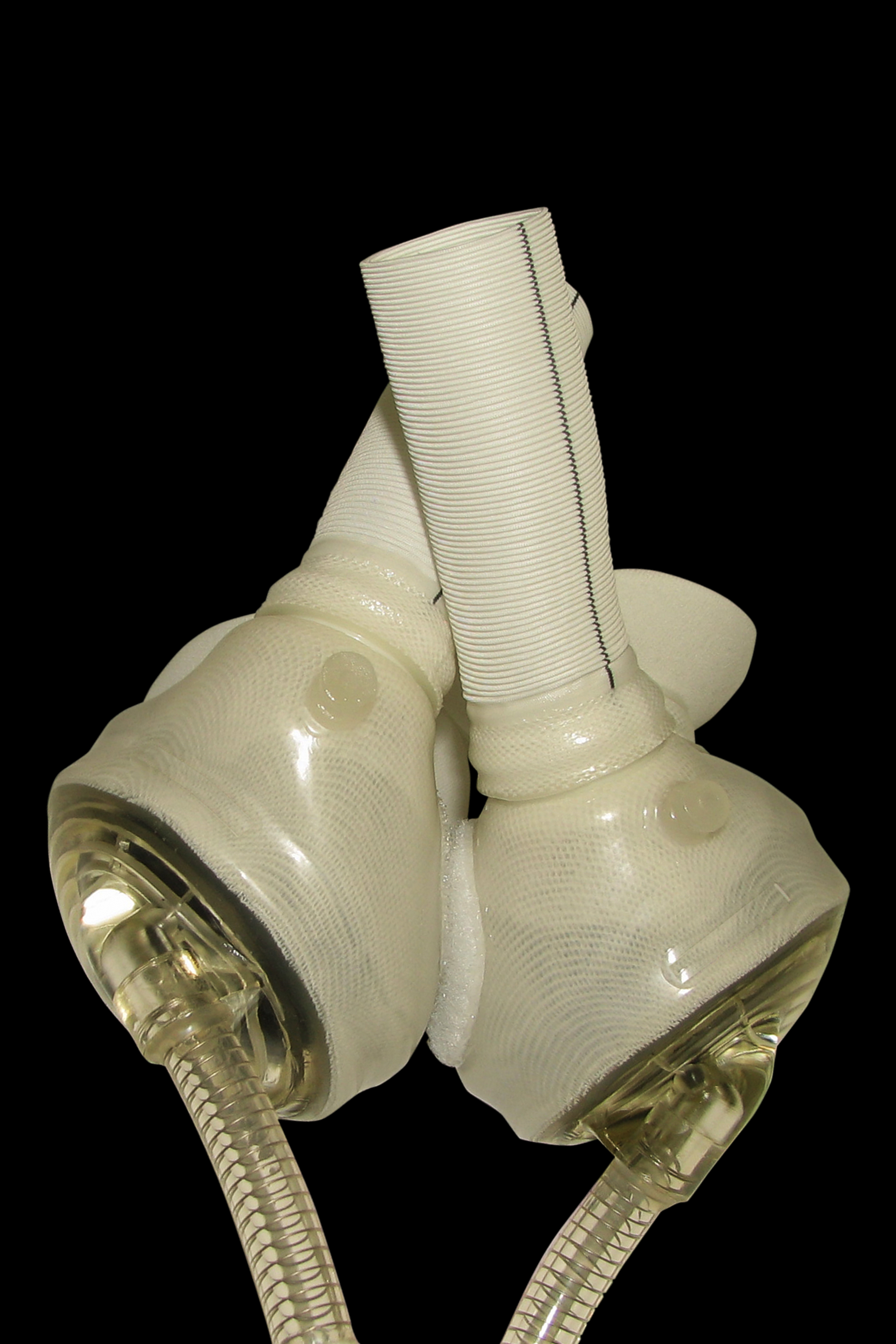
Artificiellt hjärta av plast

Plast kan steriliseras samtidigt som det kan formas till i princip sett vad som helst vilket har lett att man funnit många tillämpningsområden inom sjukvården. Då det är möjligt för människokroppen att ”acceptera” plastobjekt, det vill säga leva med dessa i kroppen utan att immunförsvaret stöter bort dem, varför plast till exempel används för tillverkning av proteser.
Plast används även som komponenter i en rad andra föremål inom medicinsk teknik och bioteknik. Plast används till exempel för att tillverka skyddshandskar, katetrar, blodpåsar eller andra engångsprodukter som minskar risken för smittspridning. Plast är också en högst viktigt del i all den elektroniska utrustning som används på sjukhus.
Ett exempel på en engångsprodukt är till exempel petriskålar innehållande agarplattor. Agar är ett näringsmedium som används då man odlar diverse bakteriekulturer, detta i kombination med petriskålar kan användas inom diagnostik för att till exempel ta reda på vilken bakterieinfektion en patient är drabbad av. Näringsmediet måste inte heller vara agar, även då detta antagligen är det vanligaste. Petriskålar används även mycket inom medicinsk forskning och kan även återanvändas om man använder en autoklav för att sterilisera dem.

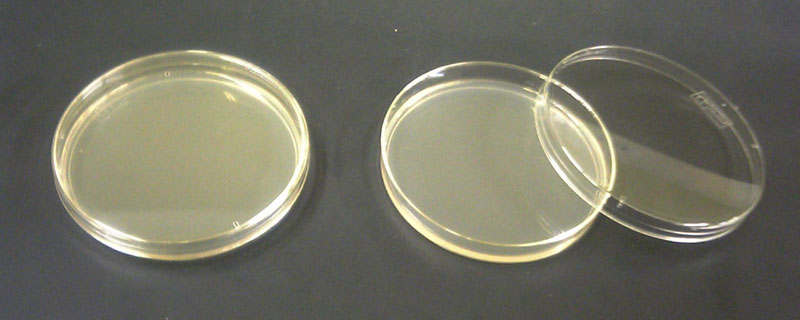
Petriskål av plast innehållande näringsmediet Agar.

Spektrometri är ett annat exempel på diagnostik, här använder man elektromagnetisk strålning för att undersöka ett prov. Man kan till exempel mäta bakterietillväxt över tid genom att se hur grumlig en lösning blir, genom att successivt mäta hur bra synligt ljus tränger igenom lösningen till en detektor – desto fler bakterier ju mindre ljus klarar sig igenom till detektorn. Liknande tekniker kan även användas för att uppskatta hur mycket av en viss förening som finns i en lösning om denna förening absorberar strålning vid en viss våglängd. Till exempel absorberar aminosyror ofta ljus av våglängden ca 220 nanometer, genom att undersöka hur mycket ljus som absorberas vid denna våglängd kan man alltså få en uppfattning av hur mycket aminosyror (proteiner) som finns i lösningen. 
Då man gör dessa mätningar överför man först lösningen från sitt prov till en så kallad kyvett. Det är då högst intressant vilken sorts plast denna kyvett är gjord av, då olika plaster kan absorbera ljus vid olika våglängder. Dessa kyvetter kan vara gjorda av plast (till exempel akryl eller polystyren), glas eller kvarts. Plast används sällan på våglängder utanför intervallet 380–780 nm just för att materialet där kan störa mätningen. Även då det finns vissa begränsningar är plastkyvetter är fortfarande väldigt vanliga vid spektrometriska mätningar.

### Byggnadsindustrin

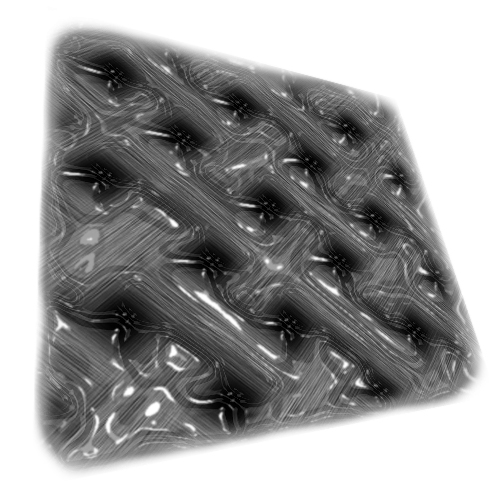
Datoranimerad bild av tvinnade kolfibrer.

På grund av plastens långa livslängd, enkla tillverkning samt dess goda isoleringsegenskaper är byggnadsindustrin den största plastanvändaren efter förpackningsindustrin. Inom byggnadsindustrin används plast till bland annat isolering, vatten- och avloppsrör och golv- och takbeläggning. Ett bevis på plasts långa livslängd är att många av de första plaströren som producerades för byggnadsindustrin på 1930-talet fortfarande används än idag.
I senare tid används plast även för mer avancerade byggen som kräver stor styrka och hållfasthet, ett exempel är moderna vindkraftverk som byggs av fiberförstärkt glas (komposit). Komposit får sitt namn ifrån att det är en kombination av två eller flera material, termen komposit säger därför inte så mycket om själva sammansättningen av materialet. Vanligtvis använder man material med olika egenskaper för att få ett resultat som kan ta nytta av båda dess styrkor samtidigt som man minimerar dess svagheter. Ett exempel på ett kompositmaterial är keramik- och metallkombinationen som finns i många skivbromsar, eller det välkända materialet glasfiber.
Ett aktuellt exempel på plastanvändning för avancerade byggen är en nybyggd bro i Hesse, Tyskland. Bron består av glasfiberförstärkt plast och lim har använts istället för skruv och spik. Hela bygget tog bara en dag då allt som behövdes var att lyfta den färdigbyggda bron på plats. Genom att använda plast gick alltså bygget smidigt och snabbt och trafiken stördes minimalt. Ytterligare en fördel med plast i detta avseende är att minimalt underhåll behövs om man jämför med en mer konventionell bro. Plastbron väntas hålla i upp till 50 år utan underhåll medan en vanlig bro hade behövt genomgående underhållsarbete efter 15-20 års tid.

### Fordonsindustrin
Inom fordonsindustrin används plast bland annat för interiörer och olika detaljer i motorer och används till stor del inom alla typer av fordon, tåg, flygplan, bil eller motorcykel. 
Då det gäller bilar sker den största miljöpåverkan inte under tillverkning av bilen utan under själva användningen och körningen av den. Plast är relativt till andra material lika tåligt fast ofta mycket lättare, det är därför möjligt att använda plast som ersättningsmaterial för att minska bilens vikt och med denna även minska bränsleförbrukningen. Detta gäller även för andra delar av fordonsindustrin då en minskad vikt av fordonet resulterar i mindre bränsleförbrukning vilket i sin tur är bättre för naturen.
Plastens positiva egenskaper har motiverat bilproducenter att försöka utveckla bilar bestående av 100 procent plast och kompositmaterial. Vissa icke-metalliska bilar har producerats tidigare, dock har de ofta handlat om väldigt dyra bilar eller bilar med metallram. En ny sorts komposit har däremot visat sig mycket lovande i att helt kunna utbyta metalldelarna i dessa bilar, samtidigt som den kan produceras betydligt billigare; Carbon Fiber Reinforced Polymer (CFRP). I april 2010 meddelade BMW att de tillsammans med en polymerproducent, SGL Group, ska bygga en ny anläggning avsedd att producera dessa fibrer. Under en presskonferens förklarade en styrelsemedlem att de nu hade möjligheten att skapa kolfiber-förstärkta komponenter, i stora volymer och till konkurrenskraftiga priser, för första gången.

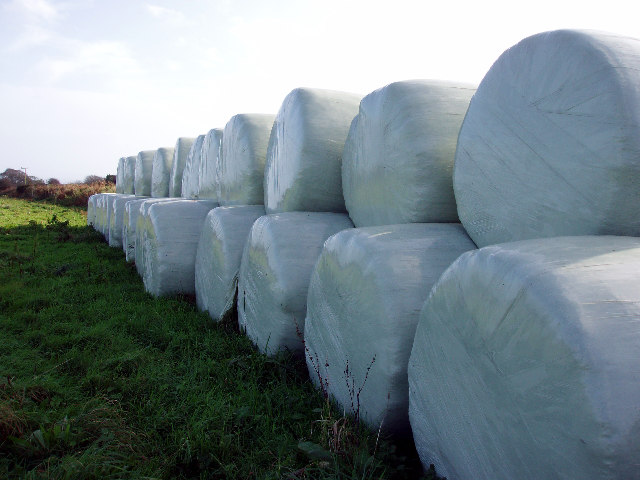
Foder (ensilage) packat i plast.

### Jordbruket
Plast används på många sätt inom jordbruket, bland annat för förpackning av ensilage och täckning. Med hjälp av odlingsfilm i plast kan man kontrollera regn, sol och värme som i extrema mängder kan komma att skada en skörd. Denna odlingsfilm, i form av tunna plastfilmer, försvårar även tillväxten för vissa ogräs vilket gör att mindre bekämpningsmedel behövs. Dessa plastfilmer kan till och med få grödor att växa där det i vanliga fall inte skulle vara möjligt, till exempel i väldigt torra områden som öknar, samtidigt som den minskar mängden vatten som krävs för att odla dessa områden.

### Kläder och andra textiler
Textiler av konstmaterial är normalt skapat av polyamider som nylon och liknande plaster. De har fått stor användning, inte minst för arbets- och fritidskläder, och har också påverkat modet. Skyddskläder som förkläden och overaller består ibland av hela plastmaterial i stället för plastväv.

## Tillsatser
Plastmaterial består alltid av en polymer samt en eller flera tillsatser (ibland kallat för engelskans additive). Polymeren utgör grunden till plastmaterialet medan tillsatserna oftast tillför olika egenskaper såsom: armering, brandskydd, färgning, isolering, mjukgörare, stabilisering, volym- eller densitetsförändring.

### Armeringsmaterial
En vanligt förekommande tillsats är armeringsmaterial som förbättrar plastens mekaniska egenskaper. Den vanligaste armeringen är glasfiber men man använder även andra material som exempelvis aluminiumoxid, borfiber och nanometertjocka kolfiber. 

### Brandskyddstillsatser
Eftersom plaster (nästan uteslutande) görs av olja utgör plaster en brandfara. I många tillämpningar måste man därför höja plastens antändningstemperatur och minska brandbenägenheten på bekostnad av ett sprödare material. Detta görs med hjälp av rätt stora mängder brandskyddsmedel i form av till exempel aluminiumtrihydrat, antimontrioxid, borföreningar, fosfatestrar eller klorerade paraffiner. Dessa tillsatser kan vara giftiga och utveckla giftiga gaser vid brand.

### Färgämnen
Färgämnen används inte bara för att ge produkten ett attraktivt utseende utan även för att förhindra försprödning av plaster som är känsliga för ultraviolett strålning. Färgen eller pigmentet förhindrar då att strålningen kan tränga in i plasten.

### Isolatorer
Plaster är bra på att isolera elektricitet men kan laddas upp med statisk elektricitet. Det främsta skälet till att förhindra detta är att statisk elektricitet attraherar dammpartiklar. 

### Mjukgörare
En mjuk plast beror till största delen på polymerkedjans konstitution, det vill säga vilka monomerer som bygger upp kedjan och hur kedjan är sammansatt. Genom att tillsätta en mjukgörare kan man göra ett hårt och styvt material mjukare genom att sänka materialets glastemperatur under användningstemperaturen. Det finns många olika typer av mjukgörare, såsom: svårflyktiga, högmolekylära eller lågmolekylära föreningar. Föreningarna är lösningsmedel som lätt kan avdunsta ur materialet om temperaturen avviker från avsedd arbetstemperatur.

### Stabiliseringsmedel
Stabiliseringsmedel används för att förbättra en plasts termiska eller kemiska egenskaper. Tillsatsen kan till exempel fungera som antioxidant, ultraviolett stabilisator eller värmestabilisator. Färgämnen som ska förhindra ultraviolett strålning är ett stabiliseringsmedel.

### Densitets- eller volymförändrande tillsatser
Densitets- eller volymförändrande tillsatser gör exempelvis att man kan skapa en plast med cellstruktur men det kan även vara tillsatser som ämnar förändra materialets styvhet.

## Historik

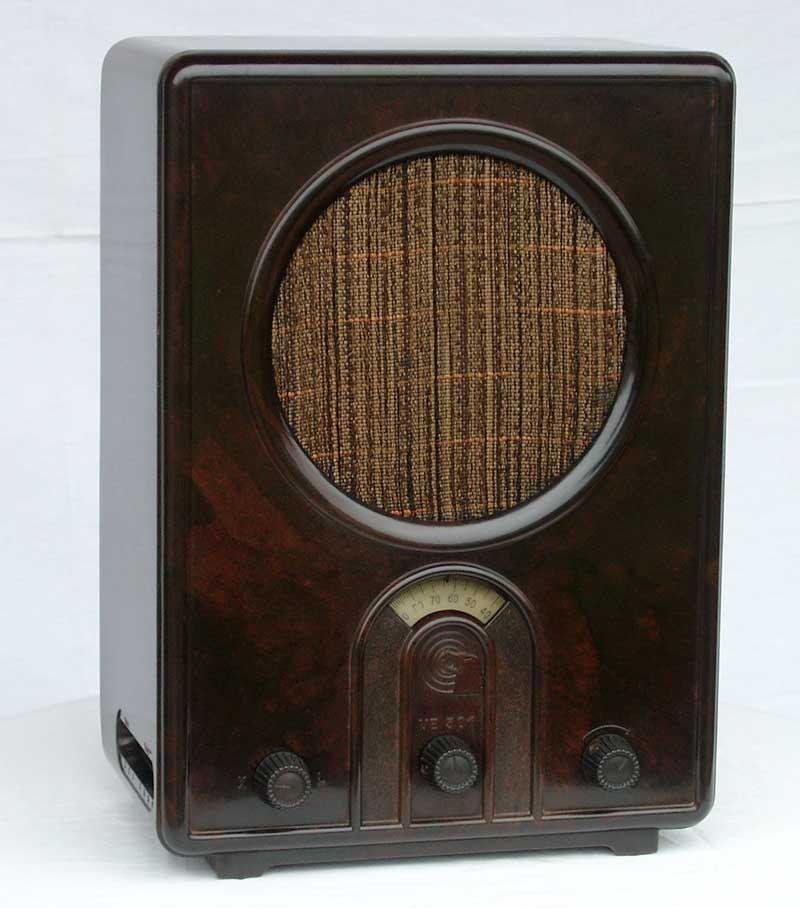
Bakelitradio

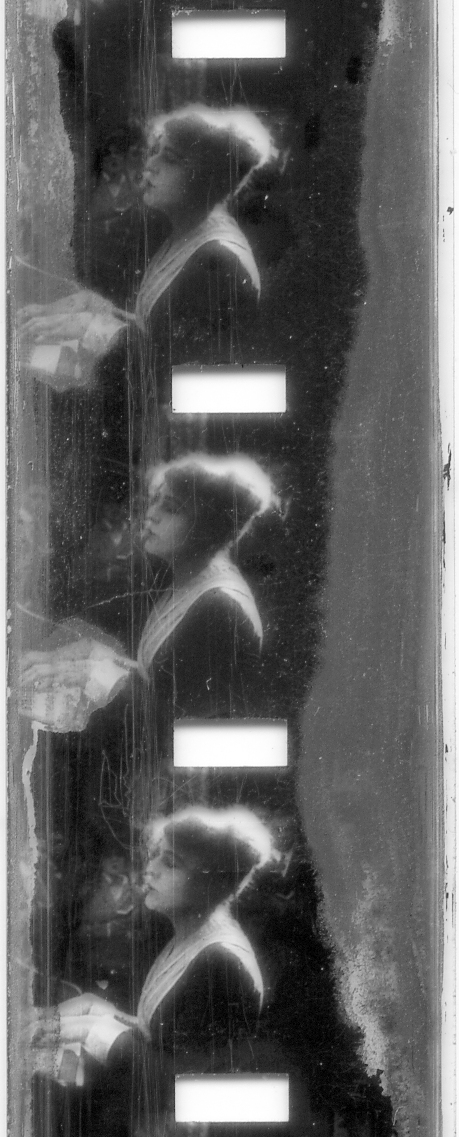
Celluloidfilm

### Gummi
Naturgummi har använts i tusentals år, framförallt i Sydamerika. Naturgummi är kletigt och relativt svårt att arbeta med. Dessutom håller slutprodukterna relativt låg kvalitet. Detta problem löstes på 1840-talet av amerikanen Charles Goodyear och britten Thomas Hancock då de uppfann vulkaniseringsprocessen. Genom att blanda naturgummi med svavel under högt tryck och värme skapar man ett gummimaterial med mycket bättre egenskaper än naturgummi. Anledningen till detta är att de annars lättrörliga polymerkedjorna sammanlänkas av ett par svavelatomer. Ett av materialen som kan tillverkas av vulkaniserat gummi är ebonit.

### Cellulosanitrat
Den första icke-naturliga plasten var en brandfarlig cellulosanitrat-plast kallad celluloid, som uppfanns 1862 av britten Alexander Parkes. Parkes döpte detta cellulosanitrat till Parkesin (Parkesine på engelska), men den döptes senare om till celluloid. Cellulosanitrat (även kallat nitrocellulosa och pyroxylin) framställs genom att man nitrerar cellulosa, och det blir i högnitrerad form bomullskrut. En första användning av celluloiden var som ersättning för elfenben men man hittade snabbt fler användningsområden. Exempelvis skapade Hannibal Goodwin och the Eastman Company den första mjuka filmen av celluloid i slutet av 1880-talet. Eftersom filmen består av cellulosanitrat är den också mycket brandfarlig. Dock uppfanns många andra plastmaterial som snabbt konkurrerade med celluloiden.

### Bakelit
Den första syntetiska polymeren skapades först 1905 av belgaren Leo Baekeland. Materialet, som patenterades två år senare, skapas genom att fenol (C6H5OH) och formaldehyd (HCHO) kondenseras under tryck med trämjöl. Materialet som skapats, fenolformaldehyd, fick handelsnamnet Bakelit och patenterades 1909. Skandinaviens första plastmaterial var indolack och det bakelitliknande isolit som utvecklades 1917–1918 av Innanendra Das Gupta vid Perstorp AB.
Under 1930- och 1940-talet uppfanns modernare plaster med bättre egenskaper som används än idag. Exempel på dessa är: akrylplast, polyamid, polyeten och styrenplast.